# Гаврик, Юрий Алексеевич
Юрий Алексеевич Гаврик — советский хозяйственный, государственный и политический деятель.

## Биография
Родился в 1929 году в Миргороде. Член КПСС.
С 1954 года — на хозяйственной, общественной и политической работе. В 1954—1995 гг. — первый секретарь Купянского горкома комсомола, ответственый работник аппарата ЦК ЛКСМУ, первый секретарь Хмельницкого обкома ЛКСМУ, первый секретарь Шепетовского райкома КП Украины, секретарь Дунаевецкого промышленно-производственного парткома, заместитель заведующего, заведующий промышленно-транспортного отдела обкома КП Украины, первый секретарь Хмельницкого горкома Компартии Украины, председатель Хмельницкого областного комитета народного контроля, заведующий сектором Хмельницкого областного управления по делам защиты прав потребителей.
Делегат XXV, XXVI и XXVII съездов КПСС.
Умер в Хмельницком в 2019 году.